# Minneola (Florida)
Minneola ist eine Stadt im Lake County im US-Bundesstaat Florida. Das U.S. Census Bureau hat bei der Volkszählung 2020 eine Einwohnerzahl von 13.843 ermittelt.

## Geographie
Minneola grenzt im Süden direkt an die Stadt Clermont. Die Stadt liegt rund 25 Kilometer südlich von Tavares sowie etwa 30 Kilometer westlich von Orlando. Im Westen grenzt der gleichnamige See an die Stadt.

## Geschichte
Die Stadtgründung Minneolas erfolgte 1926. Durch Minneola verlief einst die 1888 fertiggestellte Orange Belt Railway von Sanford nach Saint Petersburg. Nach mehreren Übernahmen wurde die Strecke im Zuge der Gründung der Seaboard Coast Line Railroad im Jahr 1967 stillgelegt.

## Demographische Daten
Laut der Volkszählung 2010 verteilten sich die damaligen 9403 Einwohner auf 3693 Haushalte. Die Bevölkerungsdichte lag bei 1190,3 Einw./km². 76,5 % der Bevölkerung bezeichneten sich als Weiße, 11,3 % als Afroamerikaner, 0,6 % als Indianer und 2,5 % als Asian Americans. 5,6 % gaben die Angehörigkeit zu einer anderen Ethnie und 3,5 % zu mehreren Ethnien an. 20,3 % der Bevölkerung bestand aus Hispanics oder Latinos.
Im Jahr 2010 lebten in 47,2 % aller Haushalte Kinder unter 18 Jahren sowie 18,5 % aller Haushalte Personen mit mindestens 65 Jahren. 78,6 % der Haushalte waren Familienhaushalte (bestehend aus verheirateten Paaren mit oder ohne Nachkommen bzw. einem Elternteil mit Nachkomme). Die durchschnittliche Größe eines Haushalts lag bei 2,92 Personen und die durchschnittliche Familiengröße bei 3,27 Personen.
32,1 % der Bevölkerung waren jünger als 20 Jahre, 27,7 % waren 20 bis 39 Jahre alt, 27,2 % waren 40 bis 59 Jahre alt und 12,7 % waren mindestens 60 Jahre alt. Das mittlere Alter betrug 35 Jahre. 47,9 % der Bevölkerung waren männlich und 52,1 % weiblich.
Das durchschnittliche Jahreseinkommen lag bei 43.302 $, dabei lebten 14,0 % der Bevölkerung unter der Armutsgrenze.
Im Jahr 2000 war Englisch die Muttersprache von 89,68 % der Bevölkerung und spanisch sprachen 10,32 %.

## Verkehr
Minneola wird vom U.S. Highway 27 (SR 25) durchquert. Der nächste Flughafen ist der etwa 50 Kilometer südöstlich gelegene Orlando International Airport.

## Persönlichkeiten
- Cannon Kingsley (* 2001), Tennisspieler